# L'Évangile de Jimmy
L'Évangile de Jimmy est un roman français de Didier van Cauwelaert paru en 2004.

## Résumé
Jimmy, simple réparateur de piscine, apprend à 32 ans qu'il serait le clone du Christ. Commence alors la folle aventure de l'apprentissage.
La chute du livre, totalement inattendue, remet en question tout ce que le lecteur avait cru comprendre au cours du récit.

## Éditions
Éditions imprimées
- Didier van Cauwelaert, L'Évangile de Jimmy, Paris, Éditions Albin Michel, 6 octobre 2004, 420 p. (ISBN 978-2-226-15497-2, BNF 39249228)
- Didier van Cauwelaert, L'Évangile de Jimmy, Paris, Librairie générale française, coll. « Le Livre de poche » (no 30639), 4 octobre 2006, 407 p. (ISBN 978-2-253-11766-7, BNF 40952845)

Livre audio
- Didier van Cauwelaert (auteur et narrateur), L'Évangile de Jimmy, Paris, Lire dans le noir, 1er juillet 2007 (ISBN 978-2-9521528-5-3, EAN 3782803932005, BNF 40037048)Support : 10 disques compacts audio ; durée : 11 h 39 min environ (dont 20 min environ d'entretien avec l'auteur.